# Johannes Runnenburg
Johannes Theodorus Runnenburg (19 février 1932 - 16 avril 2008) est un mathématicien néerlandais et professeur de théorie et d'analyse des probabilités à l'Université d'Amsterdam de 1962 à 1997.

## Biographie
Né à Amsterdam, il obtient sa maîtrise en mathématiques en 1956 à l'Université d'Amsterdam, et son doctorat avec distinction en mathématiques et physique en 1960 avec une thèse intitulée "On the Use of Markov Processes in One-server Waiting-time Problems and Renewal Theory" supervisée par Nicolaas Govert de Bruijn.
Runnenburg est nommé lecteur en théorie et analyse des probabilités à l'Université d'Amsterdam en 1961. En 1962, il est promu professeur de théorie et d'analyse des probabilités et, de 1966 à sa retraite en 1997, il est professeur de mathématiques pures et appliquées. Il est le directeur de thèse de Gijsbert de Leve (1964), Laurens de Haan (1970), Fred Steutel (1971), Wim Vervaat (1972), August Balkema (1973), Frits Göbel (1974), Arie Hordijk (1974), Aegle Hoekstra (1983), Peter de Jong (1988) et Leo Klein Haneveld (1996).

## Ouvrages
- Machines Served by a Patrolling Operator. 1957
- On the use of Markov processes in one-server waiting-time problems and renewal theory. 1960
- Einige voorbeelden van stochastische processen: openbare les  Universiteit van Amsterdam. 1961.
- An Example Illustrating the Possibilities of Renewal Theory and Waiting-time Theory for Markov-dependent Arrival-intervals. 1961
- On K.L. Chung's problem of imbedding a time-discrete Markov chain in a time-continuous one for finitely many states. With Carel Louis Scheffer. Amsterdam : Mathematisch Centrum, 1962.